# Рига (линейный корабль, 1729)
«Рига» — парусный линейный корабль Балтийского флота Российской империи, находившийся в составе флота с 1729 года, один из кораблей типа «Санкт-Михаил», участник Войны за польское наследство. В течение службы совершал плавания в акватории Балтийского моря и Финского залива, принимал участие в крейсерских и практических плаваниях флота, использовался для перевозки провианта, а во время осады Данцига в 1734 году участвовал в поддержке сухопутной армии и действиях флота у крепости. По окончании службы в качестве линейного корабля был переоборудован в госпитальное судно, сведений о котором не сохранилось.

## Описание корабля
Представитель серии парусных линейных кораблей типа «Санкт-Михаил». Корабли этого типа строились с 1721 по 1729 год в Санкт-Петербургском адмиралтействе. Всего в рамках серии было построено 4 линейных корабля. Длина корабля по сведениям из различных источников составляла 43,3—43,31 метра, ширина — 11,6—11,8 метра, а осадка — 5 метров. Вооружение судна составляли 54 орудия, включавшие восемнадцати-, восьми- и четырёхфунтовые пушки, а экипаж состоял из 360 человек.
Был одним из восьми парусных кораблей Российского императорского флота, носивших это наименование. Также в составе Балтийского флота нёс службу одноимённый парусный линейный корабль 1710 года постройки, названный в честь города Рига, взятого русскими войсками 4 (15) июля 1710 года, два парусных фрегата 1784 и 1790 годов постройки, бриг 1821 года постройки, галера 1773 года постройки и плавучая батарея 1791 года постройки, а в составе Каспийской флотилии — одноимённый гекбот 1731 года постройки.

## История службы
Парусный линейный корабль «Рига» был заложен на стапеле Санкт-Петербургского адмиралтейства 3 (14) февраля 1724 года и после спуска на воду 6 (17) июля 1729 года вошёл в состав Балтийского флота России. Строительство вёл корабельный мастер в ранге капитан-командора Ричард Броун.
В кампанию 1730 года в составе эскадр кораблей Балтийского флота принимал участие в практических плаваниях у Красной Горки в Финском заливе. В 1732 году вновь принимал участие в практическом плавании эскадры кораблей Балтийского флота между Красной Горкой и Стирсудденом в Финском заливе.
С июня по август 1733 года в составе отряда капитана полковничьего ранга Якова Барша, состоявшего помимо «Риги» из линейного корабля «Выборг»  и двух фрегатов, выходил в плавание из Кронштадта к норвежским берегам и Копенгагену «для экзерциции в науке и практике». С 19 (30) июля по 11 (22) августа отряд находился в крейсерском плавание в проливе Скагеррак, в районе мыса Дернеус отряд разлучился: фрегаты ушли в Архангельск, а линейные корабли вернулись в Кронштадт.
Принимал участие в Войне за польское наследство. В кампанию 1734 года участвовал в осаде Данцига. С 15 (26) мая по 26 мая (6 июня) перешёл из Кронштадта в Пиллау в составе эскадры под общим командованием адмирала Томаса Гордона. 2 (12) июня прикрывал артиллерийским огнём высадку российских войск и артиллерии, после чего ушёл в крейсерское плавание и в течение июня участвовал в блокаде крепости с моря, а 2 (13) июля 1734 года вместе с другими кораблями эскадры вернулся в Кронштадт.
С мая по август 1735 года в составе ревельской эскадры использовался для перевозки провианта из Риги в Ревель и Кронштадт. В кампанию 1738 года в составе эскадры кораблей Балтийского флота принимал участие в практических плаваниях у Красной Горки в Финском заливе. После 1738 года находился в порту и в плаваниях участия не принимал, а в 1746 году был переоборудован в госпитальное судно. Сведений о плавании госпитального судна в составе Российского флота не сохранилось.

## Командиры корабля
Командирами линейного корабля «Рига» в составе Российского императорского флота в разное время служили:
- капитан 2-го ранга Джеймс Лоренц (1730 год)[15];
- капитан 2-го ранга Томас Стокс (1732 год)[16];
- капитан полковничьего ранга Макар Бараков (1733—1734 годы)[17];
- капитан полковничьего ранга Ян Дюсен (1735 и 1738 годы)[18].

### Комментарии
1. ↑  Также в серию входили линейные корабли «Санкт-Михаил», «Не тронь меня» и «Рафаил»[1].
2. ↑  142 фута[2].
3. ↑  38 футов 4 дюйма[2].
4. ↑  16 футов 6 дюймов[2].
5. ↑  Эскадра включала 14 линейных кораблей во главе с кораблём «Пётр Первый и Второй», 5 парусных фрегатов, 2 бомбардирских корабля и несколько мелких судов и транспортов[11].